# カンプ・ダ・ラス・コルツ
カンプ・ダ・ラス・コルツ（カタルーニャ語：Camp de Les Corts）は、かつて存在したサッカー専用スタジアム。スペインのバルセロナ県バルセロナのラス・コルツ地区に建設され、1922年から1957年までリーガ・エスパニョーラのFCバルセロナのホームスタジアムであった。スタジアムはヌマンシア通りに囲まれており、ラス・コルツ地区とサンマナットのヴァリェスピィ・イ・マルケス(Vallespir i Marquès de Sentmenat)にまたがっていた。ここには20世紀前半のFCバルセロナの輝かしい成功、および苦い記憶など多くの歴史が詰まっている。
フィールドのサイズは101×62mで、建築家サンティアゴ・マズトゥレス・イ・ジュゼップ・アラマニーの作品である。当初は25,000人収容であり、1957年の閉場時には60,000人まで拡張されていた。1960年代に解体が行われた。

## 歴史

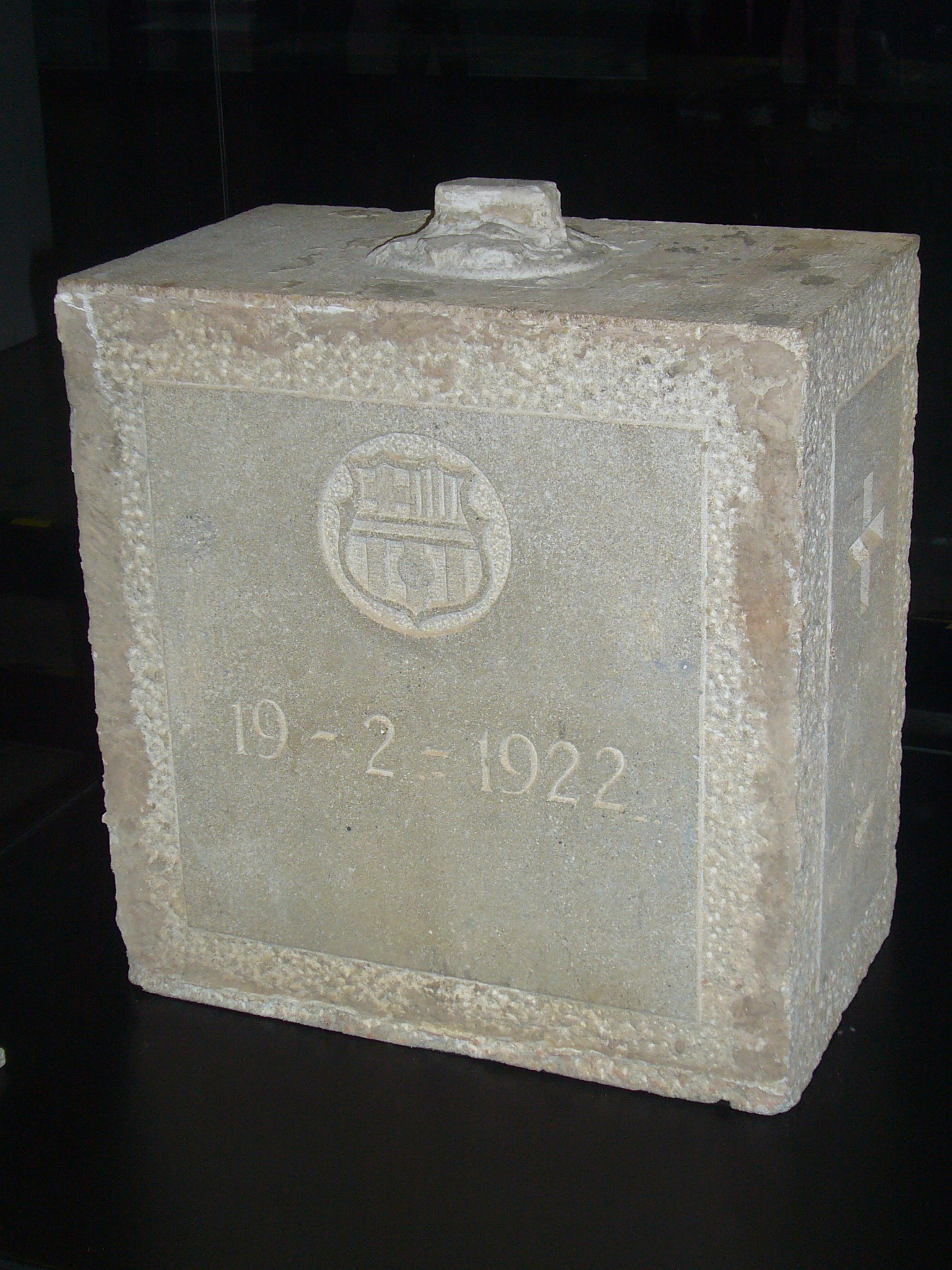
FCバルセロナ博物館にあるラス・コルツの礎石。工事開始日が刻まれている。

最初の本拠地カンプ・ダ・ラ・カレー・インドゥストリアは、クラブの成功に伴い増大する観客数を受け入れるのに手狭となっていた為、FCバルセロナはより近代的で大規模なスタジアムを欲していた。1919年は最初の黄金期の始まりと考えられており、サミティエル、アルカンタラ、サモラ、ザギ、ピエラ、サンチョなどの名選手が活躍した。
カンプ・ダ・ラス・コルツのスタンドは、工期3か月という記録的速度で進んだ。1922年2月19日に礎石が置かれ、1922年5月20日にはもう使用された。スコットランドからセント・ミレンFCを招いての親善試合で、FCバルセロナは2-1で勝利した。この会場の最初の得点者はセント・ミレンのBirrel選手、バルサはアルカンタラであった。バルサの先発メンバーはサモラ、プラナス、ズルカ、トゥーラルバ、サンチョ、サミティエル、ピアラ、マルティネス、グラシア、アルカンタラ、サギの11名であった。
最初期の収容人数は25,000人。建設が完了したときで30,000人。後年の1926年にはさらに45,000人と矢継ぎ早に拡張されていった。芝生のメンテナンスは厳重で、「フットボールの大聖堂」などの異名で呼ばれたほど。
ラス・コルツでFCバルセロナは新たな黄金期に突入した。カタルーニャ選手権では1923-24、1927-28シーズンを制覇。コパ・デル・レイ(スペイン選手権)では1924-25、1925-26、1927-28年度に優勝した。その集大成ともいえるのが、リーガ・エスパニョーラの初年度1928-29シーズン(大会実施は1928年2月から6月だが)優勝である。最終節での優勝決定の場所はラス・コルツであった。

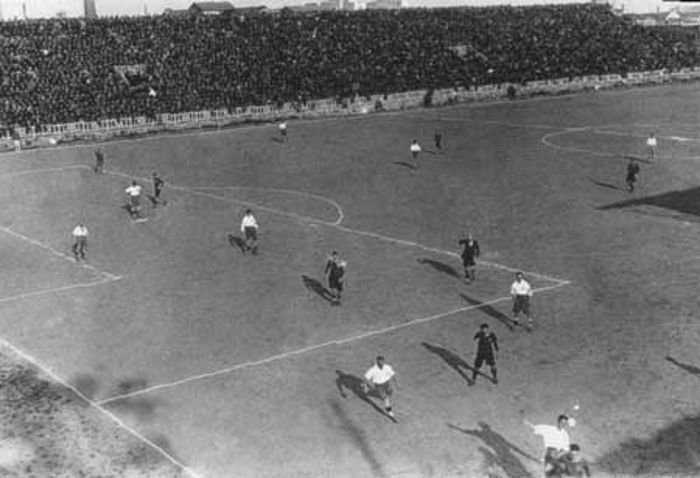
1924年のFCバルセロナ対ナシオナル・モンテビデオの親善試合。観衆は60,000人。

1923年にはコパ・デル・レイ決勝会場に選ばれている。地元カタルーニャのCEエウロパがアスレティック・ビルバオを1-0で下し優勝した。

## 「国王行進曲ブーイング事件」とその後の苦難
詳しくは「スペイン国歌へのブーイング」も参照。
FCバルセロナはカタルーニャにおいて、1923-30年のプリモ・デ・リベラ政権に対する抵抗のシンボルとなっていた。カタルーニャ語規制が次第に厳しくなってきた1925年7月14日のこと、「クラブ以上の存在」を地で行くような歴史的な出来事をラス・コルツは目撃した。
クラブはCEジュピテルと試合を組んでおり、オルフェオー・カタルーニャ合唱団の賛歌も予定されていた。だが政府当局が唐突に中止を命じてきたため、会場を埋めていたファンたちは激怒した。結局、試合は行われ、英国海軍の楽隊(たまたまバルセロナ港に停泊していた部隊)によってスペイン国家「国王行進曲」が英・西2か国語で演奏された。だが会場からは凄まじい口笛が鳴った。それはスペイン国歌をかき消したが、さらに観客は英国歌「ゴッド・セイヴ・ザ・クイーン」には大きな拍手を送った。当然政府は怒りに燃えた。即時制裁は無かったものの、ほどなくしてラス・コルツの6か月間使用禁止を通告、後に3か月に縮小された。ジョアン・ガンペール会長は辞意を表明した。
スポーツ的な話をすれば、当時の最高の選手達-ヴァントラ、ライチ、アズクラーなど-を擁してはいても、クラブの財政悪化に伴い1930年代にはFCバルセロナは低迷期に入った。カタルーニャ選手権で6回優勝するのがやっとで、スペイン全国規模のタイトルが獲れなくなった。
スペイン内戦は、当然ながらバルサに何ら良いことをもたらさなかった。開戦直後の時期、フランコ指揮下の国民軍はジュゼップ・スニュル会長を暗殺した。チームの選手達はアメリカ大陸遠征中で、全体の半分の選手は戦禍を免れた。1938年3月16日にはクラブ施設が爆撃を受けた。同年秋には、カタルーニャ主義の象徴的クラブは悲惨な状況にあった。アンリク・ピニャイロ会長は1940年にフランコ政権の指名で就任し、クラブ名をカスティーリャ風に(スペイン風に)「クルブ・デ・フトボル・バルセロナ」と改名した。エンブレムの中にあるサニェーラ旗の4本の赤い線も2本にされ、スペイン国旗の配色に近いものに修正された。

## チームの復活とスタジアムの終焉
FCバルセロナは1942年にはセグンダ・ディビシオン降格の危機にさらされ、一方で同じシーズンには決勝でアスレティック・ビルバオを4-3で下しコパ・デル・レイを獲得した。徐々にチーム状態は回復し、1944-45、1947-48、1948-49シーズンとプリメーラ・ディビシオンを制覇した。加えて、1949年には国際大会「コパ・ラティーナ」でスポルティングCPを下し優勝。会場はラス・コルツで、3位決定戦にも使われた。1940年代後半は他を寄せ付けない強力なメンバーが揃った。セサル、バソラ、バラスコ、クルタ、グンサルボ兄弟、ザゲー、ビオズカ、ラマレッツらがチームの屋台骨となり、クラブ創立50周年の年にリーグ優勝を飾ることができた。そしてエンブレムの中のサニェーラ旗が元通りのデザインに直されるという吉事もあった。

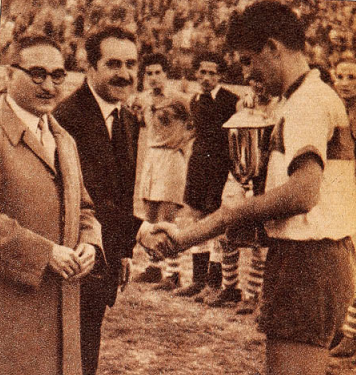
1950年にカタルーニャ代表が参加したミニ大会「トルネオ・インテルナシナル・デ・パスクア」の様子。全試合がラス・コルツで開催された

アグスティー・ムンタル・イ・ガルバルト会長の署名とサミティエルの助言によって1950年にラディスラオ・クバラが入団すると、このハンガリー人はバルサの新しい原動力となった。1951年から1953年にかけて、1951-52と1952-53シーズンのリーグ連覇、そして1951・52・53のコパ・デル・レイ優勝と国内タイトルを総なめにする。他にも、バルサは1952年にOGCニースを決勝で破りコパ・ラティーナを再び制覇。当時のスーペルコパに相当する「コパ・エバ・ドゥアルテ・デ・ペロン」、「マルティーニ＆ロッシ杯」にも優勝した。「５冠のバルサ」の主力メンバーとしては、バソラ、セサル、クバラ、ムラノ、マンチョンなどが有名である。
ただこれだけ成功をすれば、観客数の増加にラス・コルツの収容能力も追いつかなくなってきた。60,000人収容でも手狭なほどの動員力を当時のバルサは誇っていた。1950年11月14日、ムンタル会長は経営執行委員会の会議で、ラス・コルツ地区に近い周縁部に新しい土地を買うことに決めた。そこには墓地と産婦人科病院があった場所で、のちにカンプ・ノウが建設されることになる。宿敵レアル・マドリードが1947年12月に巨大なスタジアムを既に建設したことも背景にあるとされる。

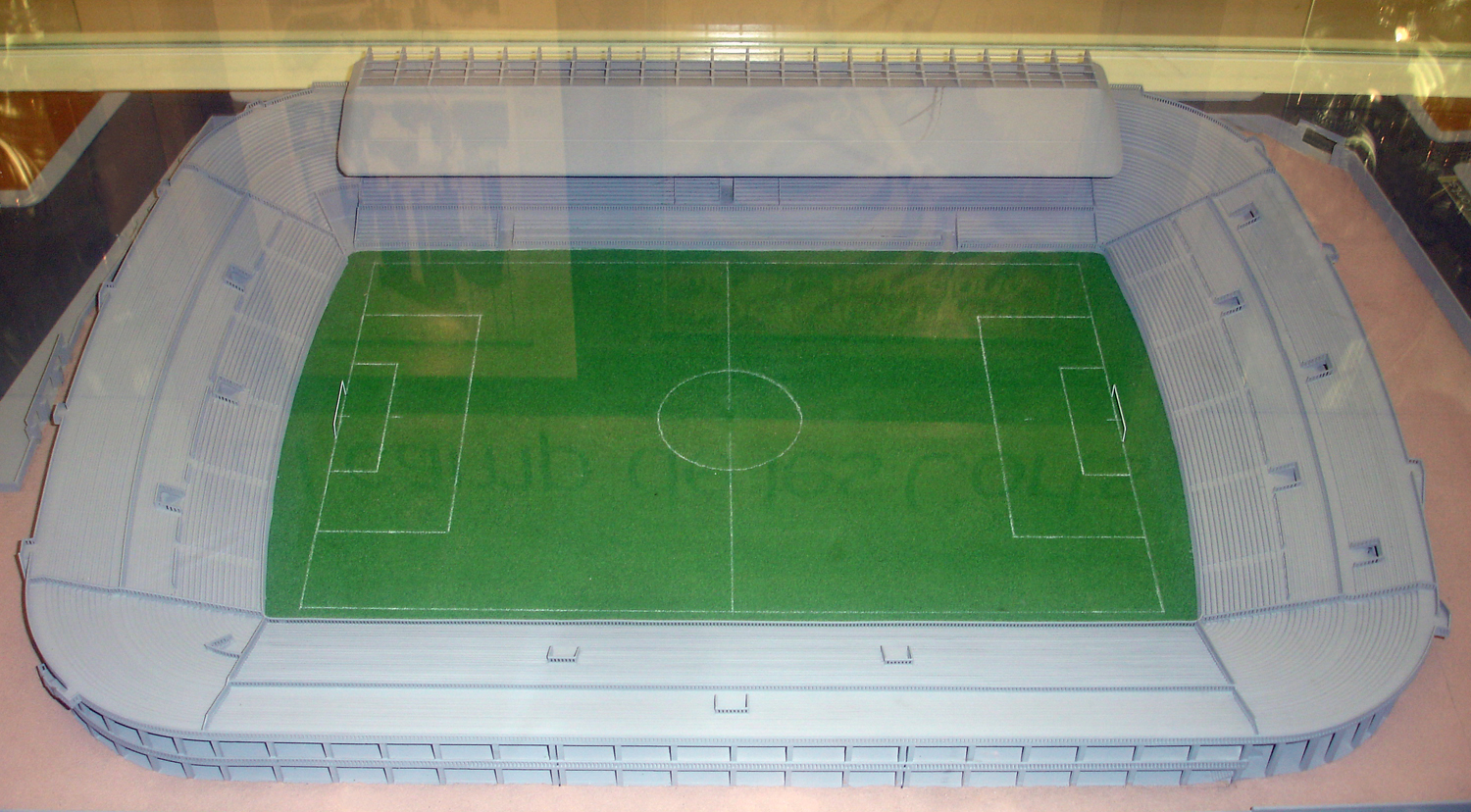
ラス・コルツのミニチュア模型。FCバルセロナ博物館にある

土地の正式買収は3年半ほどもかかり、ようやく1954年3月28日に新スタジアムの建設が起工された。フランサスク・ミロー・ザンス会長はアンリク・マルティー・カーラットから会長職を継承。新スタジアム建設を改めて正式に決定した。ミロー・ザンスはラス・コルツとラ・マシアの見学を行い、60,000人が見守る中でカンプ・ノウの礎石を置いた。厳粛なムードで辺りは静まり返っていた。3年後の1957年9月24日、ラ・マルセーの祭りの日にミロー・ザンスはカンプ・ノウの竣工を告げた。収容人数は90,000人と発表された。ラス・コルツはその後、かなり急に閉場・解体されてしまった。跡地には住宅街と児童公園が建設された。